# اپروبماید
اپروبماید(به انگلیسی: Eprobemide) (INN) دارویی است که به عنوان ضد افسردگی در روسیه (با نام تجاری Бефол/Befol) استفاده می‌شد. این ماده یک بازدارنده غیر رقابتی برگشت‌پذیر مونوآمین اکسیداز A است که در مورد آمین‌زدایی سروتونین عملکرد انتخابی از خود نشان می‌دهد. تفاوت اپروبماید و مکلوبماید فقط در اتصال دهنده‌ای است که قطعه مورفولین را به کلروبنزامید متصل می‌کند. موکلوبماید دارای دو اتم کربن است در حالی که اپروبماید سه اتم کربن دارد. ثبت تجاری ای ن دار در ۳۰ دسامبر ۲۰۰۳ لغو شد.